# Fundamentaalgroep
In algebraïsche topologie, een deelgebied van de wiskunde, is de fundamentaalgroep of Poincaré-groep een groep die is geassocieerd met een bepaalde gepunte topologische ruimte. De fundamentaalgroep voorziet in een manier om te bepalen wanneer twee paden, elk met een vast begin- en eindpunt continu in elkaar kunnen worden vervormd. Intuïtief gesproken bevat de fundamentaalgroep informatie over de basisvorm, of de gaten in de topologische ruimte. De fundamentaalgroep is de eerste en eenvoudigste van de homotopiegroepen.
Fundamentaalgroepen kunnen worden bestudeerd door gebruik te maken van de theorie van de dekkende ruimten, dit omdat een fundamentaalgroep overeenkomt met de groep van dekkingstransformaties van de geassocieerde universele dekkingsruimte. De Abelianisering van de fundamentaalgroep kan worden geïdentificeerd met de eerste homologiegroep van de ruimte. Wanneer de topologische ruimte homeomorf is met een simpliciaal complex, kan haar fundamentaalgroep expliciet worden beschreven in termen van generatoren en relaties.
Historisch gezien is het begrip van de fundamentaalgroep voor het eerst ontstaan in de theorie van de Riemann-oppervlakken, in het werk van Bernhard Riemann, Felix Klein en Henri Poincaré, waar de fundamentaalgroep de monodromische eigenschappen van complexe functies beschrijft en voorziet in een complete topologische classificatie van gesloten oppervlakken.

## Definitie
De fundamentaalgroep van een wegsamenhangende topologische ruimte {\displaystyle X} construeert men als volgt. Zij {\displaystyle G} de verzameling van alle gesloten paden in {\displaystyle X}, dat wil zeggen van alle continue afbeeldingen {\displaystyle p:[0,1]\to X} met een gegeven vast begin- en eindpunt {\displaystyle p(0)=p(1)}. Men noemt twee paden {\displaystyle p_{1}} en {\displaystyle p_{2}} homotopie-equivalent als ze "continu in elkaar vervormd kunnen worden binnen {\displaystyle X}", dat wil zeggen als er een continue afbeelding
{\displaystyle P:[0,1]\times [0,1]\to X}
bestaat met de eigenschap dat
{\displaystyle P(0,x)=p_{1}(x)} en {\displaystyle P(1,x)=p_{2}(x)} voor alle {\displaystyle x\in [0,1]}.
Homotopie-equivalentie bepaalt een equivalentierelatie op {\displaystyle G}. De equivalentieklassen vormen een groep voor de bewerking "achter elkaar plakken van paden" die we hier met het teken * noteren:
{\displaystyle (p*q)(x)=\left\{{\begin{array}{ll}p(2x)&{\mbox{als }}0\leq x\leq {\frac {1}{2}}\\q(2x-1)&{\mbox{als }}{\frac {1}{2}}\leq x\leq 1\end{array}}\right.}
als {\displaystyle p(1)=q(0)}. Impliciet in deze notatie, maar in feite nog te verifiëren, is dat de bewerking * op individuele paden, de equivalentieklassen respecteert. Uitdrukkelijker: als {\displaystyle p_{1}} homotoop-equivalent is met {\displaystyle p_{2}}, en {\displaystyle q_{1}} is homotoop-equivalent met {\displaystyle q_{2}}, dan is {\displaystyle p_{1}*q_{1}} ook homotoop-equivalent met {\displaystyle p_{2}*q_{2}.}  De samenstelling van twee equivalentieklassen is dus welgedefinieerd, onafhankelijk van de gekozen vertegenwoordigers.

## Groepseigenschappen
Het neutrale element van de groepsbewerking is de equivalentieklasse die hoort bij het constante pad, dat wil zeggen de constante afbeelding van het interval [0,1] op het vaste gekozen beginpunt.
Het inverse element van een gegeven equivalentieklasse bekomen we door haar paden in omgekeerde zin te doorlopen (samenstelling met de parameter-inversie {\displaystyle x\mapsto 1-x}).
De bewerking * is niet noodzakelijk commutatief.
De aldus ontstane groep is, op isomorfisme na, dezelfde voor alle gekozen beginpunten van gesloten paden. (Indien {\displaystyle X} niet wegsamenhangend is, is de groep dezelfde voor alle beginpunten die met een pad kunnen verbonden worden). Deze groep heet de fundamentaalgroep van {\displaystyle X}. De meest gebruikelijke notatie is {\displaystyle \pi _{1}} of {\displaystyle \pi _{1}(X)}.

## Verband met topologie
De fundamentaalgroep is een topologische invariant: topologisch equivalente wegsamenhangende ruimten hebben isomorfe fundamentaalgroepen. Hij is zelfs een homotopie-invariant: homotope wegsamenhangende ruimten hebben isomorfe fundamentaalgroepen.
De topologische ruimte {\displaystyle X} heet enkelvoudig samenhangend als haar fundamentaalgroep uitsluitend uit het neutrale element bestaat, dat wil zeggen als alle gesloten paden homotopie-equivalent zijn met een constante.

## Voorbeelden
Het Euclidische vlak {\displaystyle \mathbb {R} ^{2}} is enkelvoudig samenhangend. Als men uit {\displaystyle \mathbb {R} ^{2}} één punt weglaat, heeft de overblijvende ruimte fundamentaalgroep {\displaystyle \mathbb {Z} } (de gehele getallen). Als men verschillende punten weglaat, is de fundamentaalgroep niet langer commutatief: de zogenaamde vrije groep op {\displaystyle n} veranderlijken.
De tweedimensionale sfeer {\displaystyle S^{2}} (het oppervlak van een bol) is enkelvoudig samenhangend.
De cirkelomtrek heeft fundamentaalgroep {\displaystyle \mathbb {Z} }.
De torus (oppervlak van een fietsbinnenband) heeft fundamentaalgroep {\displaystyle \mathbb {Z} \times \mathbb {Z} }. Dit is een gevolg van de hieronder geciteerde eigenschap over productruimten, want de torus kan worden opgevat als het Cartesisch product van een cirkel met zichzelf.

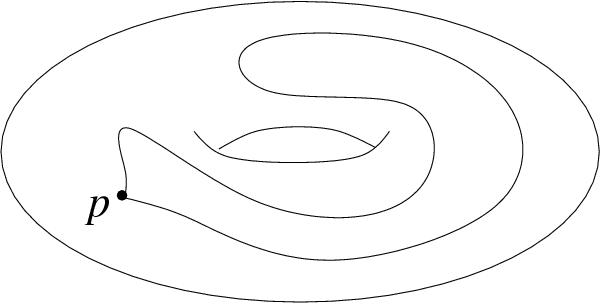
Een samentrekbaar pad op de torus

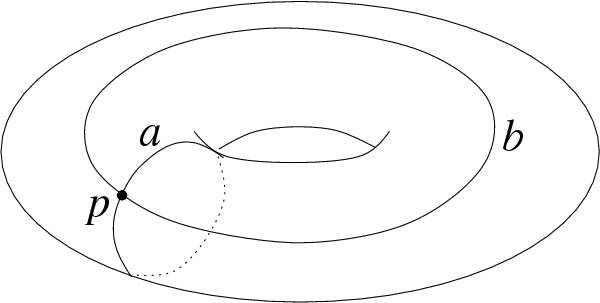
Twee niet onderling equivalente, niet-samentrekbare paden op de torus

Het reëel projectief vlak heeft een niet-triviale eindige fundamentaalgroep: {\displaystyle \mathbb {Z} /2\mathbb {Z} } (de cyclische groep der restklassen van gehele getallen modulo 2).
De lensruimte {\displaystyle L(p,q)} heeft als fundamentaalgroep de eindige cyclische groep {\displaystyle \mathbb {Z} /p\mathbb {Z} }.

## Eigenschap
De fundamentaalgroep van een productruimte is de productgroep van de individuele fundamentaalgroepen:
{\displaystyle \pi _{1}(X\times Y)=\pi _{1}(X)\times \pi _{1}(Y)}
Deze eigenschap blijft mutatis mutandis gelden voor oneindige producten.

## Verband met andere invarianten
De fundamentaalgroep {\displaystyle \pi _{1}} is de eerste homotopiegroep. In tegenstelling tot de hogere homotopiegroepen {\displaystyle \pi _{n}} hoeft hij niet commutatief te zijn.
De eerste homologiegroep van de singuliere homologie is de abelianisering van de fundamentaalgroep. Explicieter: met elke gesloten weg komt een driehoek en dus een element van {\displaystyle H^{1}} overeen. Deze afbeelding blijkt een surjectief groepshomomorfisme te zijn, en haar kern is precies de commutatordeelgroep van {\displaystyle \pi _{1}}.